# Tamba hemiionia
Tamba hemiionia là một loài bướm đêm trong họ Noctuidae.